# مروحيات بريستو
مروحيات بريستو المحدودة هي شركة تشغيل طائرات هليكوبتر مدنية بريطانية مقرها في الأصل مطار أبردين ، اسكتلندا ، والتي تعد حاليًا جزءًا من مجموعة بريستو ومقرها الولايات المتحدة ( الرمز في بورصة نيويورك: BRS ، مكون S&amp;P 600 ) والذي يقع بدوره المقر الرئيسي للشركة في هيوستن، تكساس ، الولايات المتحدة. في عام 2020، تم دمج مجموعة بريستو مع مروحيات إيرا ، وهي شركة كبيرة لتشغيل طائرات الهليكوبتر التجارية مقرها الولايات المتحدة والتي كانت في السابق قسمًا من طيران إيرا ، مع الشركتين ثم تستمر الشركات في استخدام اسم بريستو.
تأسست شركة مروحيات بريستو على يد آلان بريستو في يونيو 1955؛ وبعد ذلك بعامين، حصلت على أول زوج من طائرات الهليكوبتر على شكل ويستلاند ويدجون . توسعت الشركة بسرعة في الخارج بالإضافة إلى خدمات مختلفة، بما في ذلك التدريب على طائرات الهليكوبتر والتنقيب عن النفط والبحث والإنقاذ والرحلات الجوية المستأجرة . بعد أن دخلت السوق الأفريقية في عام 1960، أصبحت نيجيريا أكبر مركز ربح في بريستو خلال السبعينيات. بدخولها سوق بحر الشمال ، خلال الستينيات أيضًا، أصبحت بريستو أكبر صاحب عمل منفرد في مطار أبردين خلال الثمانينيات وكانت تدير غالبية الرحلات الجوية البحرية في بحر الشمال. مرت الشركة بتغييرات متكررة في الملكية خلال الثمانينيات والتسعينيات، مما أدى إلى استحواذ شركة طائرات الهليكوبتر الأمريكية أوفشور لوجيستيكس عليها في عام 1996، والتي أعادت تسمية نفسها باسم مجموعة بريستو في فبراير 2006.
تحمل شركة مروحيات بريستو المحدودة رخصة تشغيل من النوع A من هيئة الطيران المدني في المملكة المتحدة ، ويُسمح لها بنقل الركاب والبضائع والبريد على الطائرات التي تحتوي على 20 مقعدًا أو أكثر. القسم الأمريكي من بريستو هو شركة نقل جوي معتمدة من إدارة الطيران الفيدرالية الأمريكية ( FAA ) الجزء 135. في 11 مايو 2019، دخلت مجموعة بريستو الفصل 11 من الحماية من الإفلاس، مما أثر على عمليات أمريكا الشمالية، لكنها تركت العمليات الخارجية دون تغيير. بعد توسع قوي في وقت سابق من هذا العقد، انخفض الطلب مع انخفاض أسعار النفط الخام وبلغ إجمالي ديون مجموعة بريستو 1.44 مليار دولار بحلول 30 سبتمبر 2018. أكملت شركة بريستو بيع الخطوط الجوية الشرقية للمملكة المتحدة في 10 مايو، ولا تزال تريد ذلك[متى؟] لبيع حصتها في (إيرنورت) الأسترالية، على أمل الحصول على 230 مليون دولار مجتمعة.

## العمليات الحالية

### الاستثمارات المشتركة
بالإضافة إلى العمليات الدولية المملوكة لها بالكامل، تحتفظ مجموعة بريستو باتفاقيات الخدمة وحصص الأسهم في مشغلي طائرات الهليكوبتر في البرازيل وكندا وكولومبيا ومصر وكازاخستان وتركمانستان والمكسيك والنرويج وروسيا (سخالين) والمملكة المتحدة. وهذا يسمح لشركة بريستو بتوسيع نطاق خدماتها إلى أسواق النفط والغاز الجديدة والمتطورة ويساعد على توفير هيكل أقل تكلفة في بعض مجالات التشغيل. يشمل الشركاء:
- طائرات الهليكوبتر من طراز كوغار [4]
- طائرات الهليكوبتر ناسيوناليس دي كولومبيا ، هيليكول سا، كولومبيا
- الخدمات الجوية البترولية ، مصر
- أتيراو بريستو لخدمات الخطوط الجوية (أباس)، كازاخستان
- مروحيات تركمانستان المحدودة ، تركمانستان
- هيليسرفيتشيو كامبيتشي، المكسيك
- نورسك هليكوبتر ، النرويج - الآن بريستو النرويج
- سخالين بريستو للخدمات الجوية أكا Aviashelf ، سخالين ، روسيا
- FBH المحدودة ، المملكة المتحدة

تمتلك شركة طائرة بريستو ذات الأجنحة الثابتة حصصًا مسيطرة في الخطوط الجوية الشرقية وهي شركة طيران إقليمية مقرها في المملكة المتحدة وتشغل طائرات إقليمية ذات أجنحة ثابتة وطائرات ذات محرك توربيني، و إيرنورث ، وهي أيضًا شركة طيران إقليمية مقرها في أستراليا وتشغل طائرات إقليمية ذات أجنحة ثابتة وطائرات ذات محرك توربيني. تقوم كل من الخطوط الجوية الشرقية وإيرنورث بتشغيل خدمات الركاب المجدولة، ورحلات مكوكية لموظفي صناعة النفط والغاز، وخدمات الطيران العارض.
على الرغم من أنه ليس مشروعًا مشتركًا، فقد اتفقت شركتا بريستو و أغستاوستلاند في عام 2015 على تطوير القدرات البحرية والبحث والإنقاذ للمحرك المائل
أغستا وستلاند إيه دبليو 609 . يمكن أن يؤدي هذا إلى تبسيط رحلة نموذجية من كلافام كومون إلى منصة نفط باستخدام طائرة واحدة فقط. تعتزم شركة بريستو طلب أكثر من 10 طائرات قابلة للإمالة.

## في الثقافة الشعبية
- <i id="mwAZw">الزوبعة</i> (رواية) – رواية لجيمس كلافيل، نُشرت لأول مرة عام 1986، وهي مستوحاة من النضال الحقيقي الذي خاضته شركة بريستو هليكوبتر للهروب من القوى الثورية وإخراج موظفيها ومعداتها من الوضع غير المستقر والمتدهور في إيران. يعكس جزء كبير من القصة هذه الأحداث وغيرها من الأحداث المعاصرة.

## أنظر أيضاً
- بريستو النرويج (نورسك هليكوبتر سابقًا) – شركة طائرات هليكوبتر نرويجية تنقل الطاقم إلى المنشآت النفطية في بحر الشمال.
- مروحيات البترول الدولية